# Das hat man nun davon
Das hat man nun davon ist der Titel eines Theaterstückes, das von Heinz Erhardt für die Bühne bearbeitet wurde. Der Dreiakter beruht auf dem Lustspiel „Wem Gott ein Amt gibt“ von Wilhelm Lichtenberg. Das Stück bildete die Vorlage für den Spielfilm Was ist denn bloß mit Willi los?. 
Die Uraufführung fand im Juli 1969 statt. Erhardt tourte mit dem Stück durch Deutschland, Österreich und die Schweiz und stand in der Rolle des Willi Winzig circa 600 mal auf der Bühne.

## Handlung

### 1. Akt
Willi Winzig arbeitet in einem deutschen Finanzamt und wird durch die durch seine Hände gehenden Steuerbescheide, Mahnungen und Rechnungen immer mehr mitgenommen. Nachdem eine Frau damit droht, sich umzubringen, lässt Winzig die Forderungen des Finanzamtes einfach verschwinden und sorgt dafür, dass entsprechende Post den Bürgern nicht mehr zugestellt wird. Regelmäßiger Gast im Finanzamt und bei Winzigs Chef Doleschall ist die von Winzig heimlich verehrte Tierärztin Dr. Sigrid Kubin, die immer wieder versucht, Fördergelder für ihre Forschung zu erhalten. Bei Doleschall beißt sie allerdings auf Granit. Die Situation spitzt sich zu, als Doleschall die Tierärztin eines Tages in Anwesenheit Winzigs zum Weinen bringt. Winzig begehrt gegen seinen Chef auf und setzt sich für Dr. Kubin ein. Es kommt zum Streit, in dessen Verlauf Doleschall herausfindet, dass Winzig Geldforderungen zurückhält. Daraufhin will er Winzig vorzeitig in den Ruhestand schicken und ihm seine Pension kürzen. Der Jurist Dr. Senn, der ebenfalls ein Auge auf Kubin geworfen hat, Winzig aber gut leiden kann, gibt diesem den Rat, den Verrückten zu spielen. Wenn er als unzurechnungsfähig gilt, bekommt Winzig die volle Pension.

### 2. Akt
Willi Winzig zieht daraufhin alle Register und taucht beim abendlichen Empfang des neuen Finanzministers Kuhländer auf. Gast auf diesem Empfang sind neben dem eigentlichen Landwirt Kuhländer, der mit seiner Rolle als Finanzminister völlig überfordert ist, der neue Landwirtschaftsminister Dr. Finz, der eigentlich aus der Finanzbranche kommt und von Landwirtschaft keine Ahnung hat und Hr. Doleschall. Gemeinsam sollen Kuhländer, Finz und Doleschall mit dem ausländischen Staatsgast Ali Aganemtsich verhandeln. Winzig mischt sich ein und vertreibt Aganemtsich, eine Tat, die zunächst verteufelt, dann aber auch gelobt wird. 
In der Folge ohrfeigt Winzig den Finanzminister Kuhländer, der daraufhin zurücktreten muss, Winzig vorher aber aus Dankbarkeit noch zum Amtsrat befördert.

### 3. Akt
Dr. Finz wird der neue Finanzminister und Amtsrat Winzig wendet sich neuen Aufgaben im Finanzministerium zu. 
Er sorgt für die Genehmigung von Dr. Kubins Fördergeldern. Bevor diese aber ihre Zahlungsanweisung abholen kann, kommt der Ex-Minister Kuhländer zu Winzig und bittet ihn um Geld für ein Kinderheim. Winzig zeigt sich mitfühlend und gibt das für Kubin bestimmte Geld an Kuhländer. Die Tierärztin ist empört und erklärt Winzig für verrückt. Winzig lehnt außerdem den Besuch eines Reporters ab, woraufhin seine Sekretärin Weguscheit, Doleschall und Dr. Finz über eine ernsthafte Geisteskrankheit Winzigs nachdenken und ihn in Pension schicken wollen. Winzig packt seine persönliche Habe gerade zusammen, als die Nachricht das Finanzamt erreicht, dass der Reporter ein Betrüger war. Finz muss zurücktreten, weil er nicht in das Kinderheim investierte und da Winzig dies getan hat, wird er neuer Finanzminister.

## Fernsehausstrahlung
Am 1. Januar 1971 wurde die Fernsehaufzeichnung des Theaterstückes im ZDF erstmals ausgestrahlt. Die Regie dabei übernahmen Ewald Burike und Peter Ahrweiler. In den darauffolgenden Jahren wurde dieses Theaterstück im ZDF wiederholt gesendet, allerdings in etwas entschärfter Form. Eine pikante Dialogstelle zwischen Frl. Weguscheit und Willi Winzig bei ca. 5 Minuten Spielzeit wurde zwischenzeitlich Opfer der Zensur.
Die Rollen waren wie folgt besetzt:
- Heinz Erhardt: Willi Winzig
- Fritz Hellmann: Herr Doleschall
- Albert Lichtenfeld: Herr Kuhländer
- Wolfgang Kaehler: Dr. Finz
- Edgar Maschmann: Dr. Senn
- Senta Sommerfeld:	Dr. med. vet. Sigrid Kubin
- Waltraud Diederichs: Frl. Weguscheit
- Horst Uhde: Ali Aganemtsich